# إدوارد جيمس بويل سينيور
إدوارد جيمس بويل سينيور (بالإنجليزية: Edward James Boyle, Sr.) هو محامي وقاضي أمريكي، ولد في 11 أكتوبر 1913 في McDonoghville ‏ في الولايات المتحدة، وتوفي في 24 يوليو 2002.